# Ritchey-Chrétien

La configurazione ottica Ritchey-Chrétien è un sistema di configurazione degli specchi di un telescopio riflettore, ed è un'evoluzione dello schema Cassegrain classico capace di diminuire notevolmente gli effetti dell'aberrazione per gli oggetti fuori asse. Fu inventata all'inizio del XX secolo dall'astronomo statunitense George Willis Ritchey e dall'astronomo ed ottico francese Henri Chrétien.
L'aberrazione angolare, infatti, è data dalla somma di tre termini principali: coma, astigmatismo, distorsione. 
{\displaystyle A=c_{1}{\frac {x^{2}\theta }{R^{2}}}+c_{2}{\frac {x\theta ^{2}}{R}}+c_{3}\theta ^{3}}
La configurazione Ritchey-Chrétien usa l'ultimo grado di libertà del sistema per imporre matematicamente la coma nulla nell'equazione degli specchi (l'altro grado di libertà era servito per spostare il fuoco nella posizione ideale, oltre il primario): il primo termine di aberrazione diventa quindi l'astigmatismo, meno importante della coma; l'ultimo termine, la distorsione, non altera comunque la grandezza dell'immagine. Sostituendo lo specchio primario paraboloide con uno iperboloide si rinuncia ad un primo fuoco perfetto (l'iperboloide è un po' più chiuso), mentre il secondo fuoco (fuoco Cassegrain) diviene esente dalle aberrazioni di sferica e coma.
Il fatto che il grado di ostruzione (rapporto tra le dimensioni dello specchio secondario e quello primario) di questa configurazione sia abbastanza elevata lo rendono poco consigliabile per l'osservazione diretta (riduzione del contrasto), mentre, presentando un piano focale realmente piano (altre configurazioni di telescopio lo presentano curvato e necessitano quindi di ottiche di correzione dette spianatori) lo rende ideale per l'uso fotografico. La maggior parte dei telescopi moderni di grandi dimensioni (compresi quelli inviati in orbita) vengono realizzati secondo questa configurazione ottica.

## Alle origini del progetto
L'avvento del telescopio di tipo Ritchey-Chrétien ha avuto un percorso lento e difficoltoso, a seguito di alcuni eventi travagliati avvenuti nella carriera del suo principale sostenitore, l'astronomo George Willis Ritchey, allorquando nell'ottobre del 1919 fu licenziato dall'osservatorio di Monte Wilson ove prestava servizio e in seguito ostracizzato dalla comunità astronomica americana sollecitata da Ellery Hale,al tempo influente direttore dell'osservatorio di Monte Wilson. Questi ed altri eventi furono alla base di ciò che solo cinquanta anni più tardi, con notevole ritardo, sarebbe divenuto il sistema di ottica avanzato usato oggi nei maggiori osservatori di fascia alta.
George Ritchey, figlio di immigrati irlandesi, in adolescenza fu avviato dal padre nell'azienda di famiglia che si occupava di progettazione e fornitura di mobilia di pregio. Giovane di talento ed eclettico, in età matura, dai primi anni del '900 Ritchey maturò interesse e passione per l'ottica applicata ai telescopi, astrofotografia e progettazione di strumenti connessi, facendosi conoscere in breve tempo come uno dei maggiori intenditori di modellazione, lucidatura e collaudo di ottiche per telescopi.

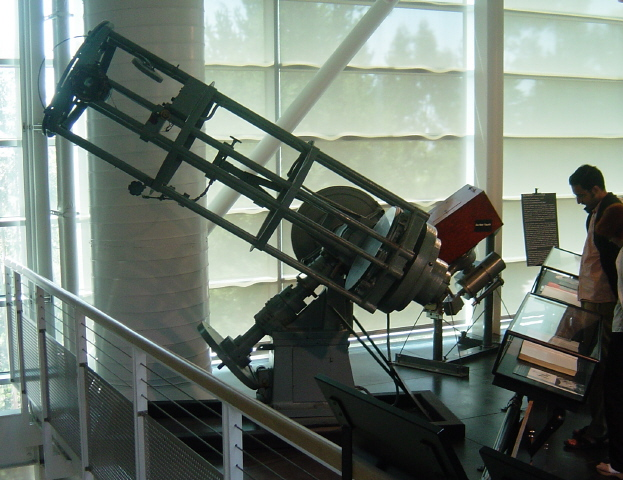
Il primo importante telescopio che George Ritchey ha costruito nella sua officina; un riflettore da 24"

Meticoloso ed esigente con i propri collaboratori fu il primo ad introdurre standard qualitativi nei magazzini e negli ambienti di produzione quali verniciatura di pareti e soffitti, protezione dalla polvere, pavimentazioni asciutte in fase di lucidatura degli specchi, finestre a doppi vetri e sistemi di aerazione filtranti, per mantenere gli ambienti asettici. Le molte tecniche che sviluppò basandosi anche sul perfezionamento continuo di quelle che già attuava e delle quali teneva traccia scritta portarono ad un documento pubblicato per lo Smithsonian Institute, On the modern reflecting telescope, and making and testing of optical mirrorsche divenne in breve tempo una guida fondamentale e indispensabile per chiunque aspirasse ad intraprendere la carriera dell'ottico strumentista.
Nel documento, Ritchey argomentava nel minimo dettaglio come arrivare da un disco sferoide grezzo di vetro ad una perfetta sezione di sfera lucida curvata all'uopo per essere utilizzata come specchio per osservazioni.
Tra coloro che trassero beneficio da questo breve trattato vi fu Henri Chrétien, fisico, astronomo ed ingegnere ottico francese. Chrétien, al tempo dipendente presso l'osservatorio di Nizza, per motivi di lavoro si recò nel 1909 in visita a Monte Wilson e incontrò George Ritchey; qui i due lavorarono insieme per un certo periodo di tempo al sistema di acquisizione di immagini del neo telescopio da 60 pollici, il telescopio Hale. Con un mutuo e profondo reciproco rispetto per le rispettive competenze, terminata la collaborazione, quando Chrétien tornò a Parigi l'anno successivo, i due colleghi si tennero regolarmente in contatto epistolare.

### Il telescopio Hooker e i dissapori tra Hale e Ritchey

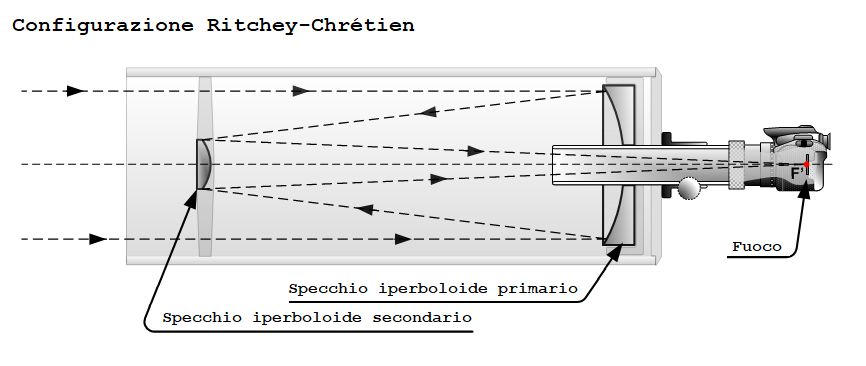
Un telescopio Ritchey-Chrétien impiega due specchi, uno primario ed uno secondario entrambi iperboloidi. La configurazione elimina la cosiddetta coma, rispetto ad una configurazione Cassegrain che ha come specchio primario un paraboloide, e riduce la lunghezza richiesta del tubo del telescopio.

In quel periodo Ritchey stava progettando il futuro telescopio da 100 pollici (2,5 metri) per monte Wilson e d'accordo con il direttore dell'osservatorio, l'astronomo e ottico George Ellery Hale, pensava di impiegare un insieme di specchi piatti, paraboloidi e iperbolici per gli specchi primario e secondario. Comparando foto acquisite con un riflettore parabolico primario da 60" Ritchey si accorse però che le immagini erano più nitide se si utilizzava come specchio secondario una forma iperboloide al focus Cassegrain (il fuoco secondario), pur mantenendo il medesimo specchio al fuoco Newtoniano, anche detto fuoco principale. Inoltre il maggiore rapporto focale al fuoco Cassegrain riduceva l'aberrazione cromatica, altrimenti detta coma.
La coma affligge tutti gli specchi parabolici stirando (modificandone i contorni) l'immagine di una stella non appena questa esce fuori dal centro del campo visivo, portando a dover intervenire con un sistema ottico off axis (fuori asse). Da ricordare che la Terra ruota costantemente su sé stessa ed anche la postazione più salda non può ovviare a questa legge fisica, e che gli astro-inseguitori coordinati con il moto terrestre, al tempo di Ritchey non erano ancora stati inventati.
Ritchey si chiese se uno specchio secondario iperboloide potesse ridurre o eliminare la coma e così scrisse a Chrétien, di stanza a Parigi, chiedendogli se fosse in grado di convertire questo concetto in precise leggi matematiche, più semplici da mettere in pratica di un continuo affinamento delle lenti basato sull'empirismo. Chrétien si appassionò al problema e riuscì a determinare che un sistema ottico a due specchi iperboloidi ben definiti, uno concavo (curvato in avanti) ed uno convesso (curvato all'indietro) potevano ridurre la coma teoricamente a zero.
A seguito delle positive risposte da parte di Chrétien, Ritchey concepì il telescopio da 100" ancora in embrione come il primo telescopio al mondo di tipo Ritchie-Chrétien, che avrebbe prodotto immagini perfette senza la necessità di lenti collimanti. La configurazione così ideata avrebbe garantito ai telescopi Cassegrain un rapporto focale veloce riducendo la lunghezza del tubo del telescopio, portando quindi ad un profilo più compatto, un telaio più leggero ed una cupola protettiva meno ingombrante, riducendo di conseguenza i costi di costruzione.
Ritchey, a seguito del proficuo confronto con Chrétien cercò di convincere Hale e l'allora assistente e futuro direttore Walter Adams che il nuovo telescopio da 100" avrebbe dovuto essere dotato delle nuove ottiche da lui progettate. I ritardi di progettazione, l'aumento dei costi e un paventato ritiro di ulteriori fondi ad opera del principale finanziatore, il magnate John Daggett Hooker, a cui sarebbe stato titolato il telescopio, provocarono dei profondi dissidi tra Ritchey e Hale, quest'ultimo timoroso oltremodo che Ritchey potesse intaccare la propria posizione dirigenziale ed il proprio prestigio. Hale così, in qualità di direttore dell'osservatorio defenestrò Ritchey da coordinatore del progetto e sfruttando le proprie capacità persuasive convinse Hooker che le ottiche sino ad allora usate, le paraboloidi, erano quelle giuste per il nuovo telescopio e da lì a breve, nell'autunno del 1919 Ritchey dovette abbandonare Monte Wilson. Hale adoperò la propria influenza anche per osteggiare il proposito di Ritchey di proporre le proprie ottiche a Edwin Hubble e Milton Humason, quando i due noti astronomi iniziarono a collaborare con l'osservatorio e così, con una carriera e una reputazione compromessa, Ritchey lasciò Monte Wilson e appena si presentò l'occasione, qualche mese dopo si recò a Parigi su invito di Chrétien, che stava progettando un telescopio da 104 pollici.

### I tentativi in Francia di Ritchey e l'osservatorio navale

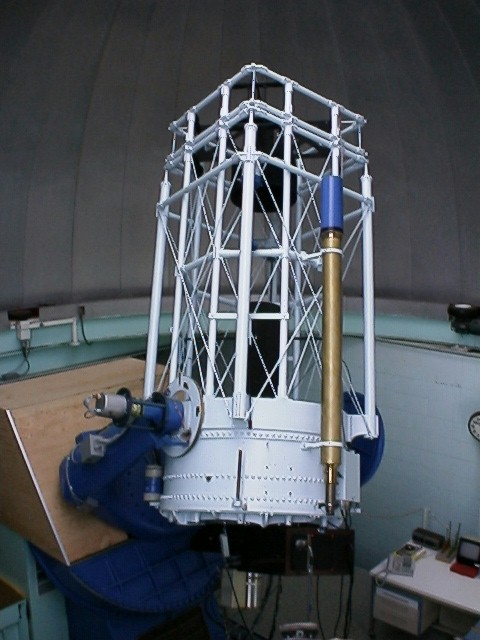
Il telescopio da un metro (40USNO

La comunità astronomica francese accolse con gioia George Ritchey, anche a seguito del riconoscimento dato all'astronomo della medaglia Janssen per i suoi lavori inerenti alle strumentazioni astronomiche, assegnatogli dall'accademia francese delle scienze. Purtroppo però anche a Parigi la nuova tecnica osservativa non prese corpo. La presenza di Chrétiene all'osservatorio di Parigi e la notorietà di Ritchey non bastarono a convincere i finanziatori del nuovo telescopio ed in breve tempo il carattere scontroso di Ritchey, poco disposto a compromessi e perfezionista oltre il buon senso, ormai sessantenne, lo portarono a passare da una posizione ad un'altra vanificando il suo talento e le sue aspettative; La sua reputazione minata dagli attacchi in patria di Hale e altri minarono ogni tentativo di Ritchey e Chrétiene, sia in Europa che negli Stati Uniti, di proporre la nuova configurazione, a scapito di aziende più grandi e rispettabili che riuscivano ad ottenere contratti con una configurazione già collaudata quale quella Cassegrain.
La svolta avvenne nel 1930, quando l'osservatorio navale degli Stati Uniti (USNO) diede l'opportunità a Ritchey di costruire un telescopio con la nuova configurazione, commissionandogli un riflettore da 40". Il nuovo strumento, progettato appositamente per l'osservatorio, entrò in funzione nel 1935 ed operò per 25 anni a Washington D.C., sito che purtroppo non godeva di un ottimale ambiente osservativo.
Ritchey morì nel 1945; il suo telescopio fu collocato presso un'altra sede nel 1955, vicino all'osservatorio Lowell, a Flagstaff, in Arizona. Furono gli astronomi Arthur Hoag e John Hall a farne conoscere, con le proprie osservazioni, le superiori capacità risolventi rispetto alla configurazione Cassegrain. Nel giro di pochi anni un secondo telescopio Ritchey-Chrétiene da 84"  fu collocato presso l'osservatorio di Kitt Peak e da allora si diffuse rapidamente nel mondo divenendo uno standard per i telescopi di fascia medio alta, compreso il telescopio spaziale Hubble.
Il telescopio Hale da 200" collocato a Monte Palomar nel 1948 fu l'ultimo a usare uno specchio primario a forma paraboloide. Il telescopio Hale avrebbe potuto essere il primo a godere di tale configurazione ma i dissidi tra Ritchey e Hale, dovuti a caratteri in conflitto, posticiparono di circa trent'anni una tecnologia che avrebbe dato un impulso eccezionale all'astronomia osservativa.